# Kalevi Keskstaadion
Kalevi Keskstaadion es un estadio multiusos que está en Tallin, Estonia. En la actualidad se utiliza sobre todo para los partidos de fútbol, donde juega el equipo JK Tallinna Kalev que juega en Meistriliiga, la mayor liga de fútbol en Estonia. El estadio tiene capacidad para 12.000 y fue construido en 1956. La dirección del estadio es Staadioni 8, 10132 Tallin.

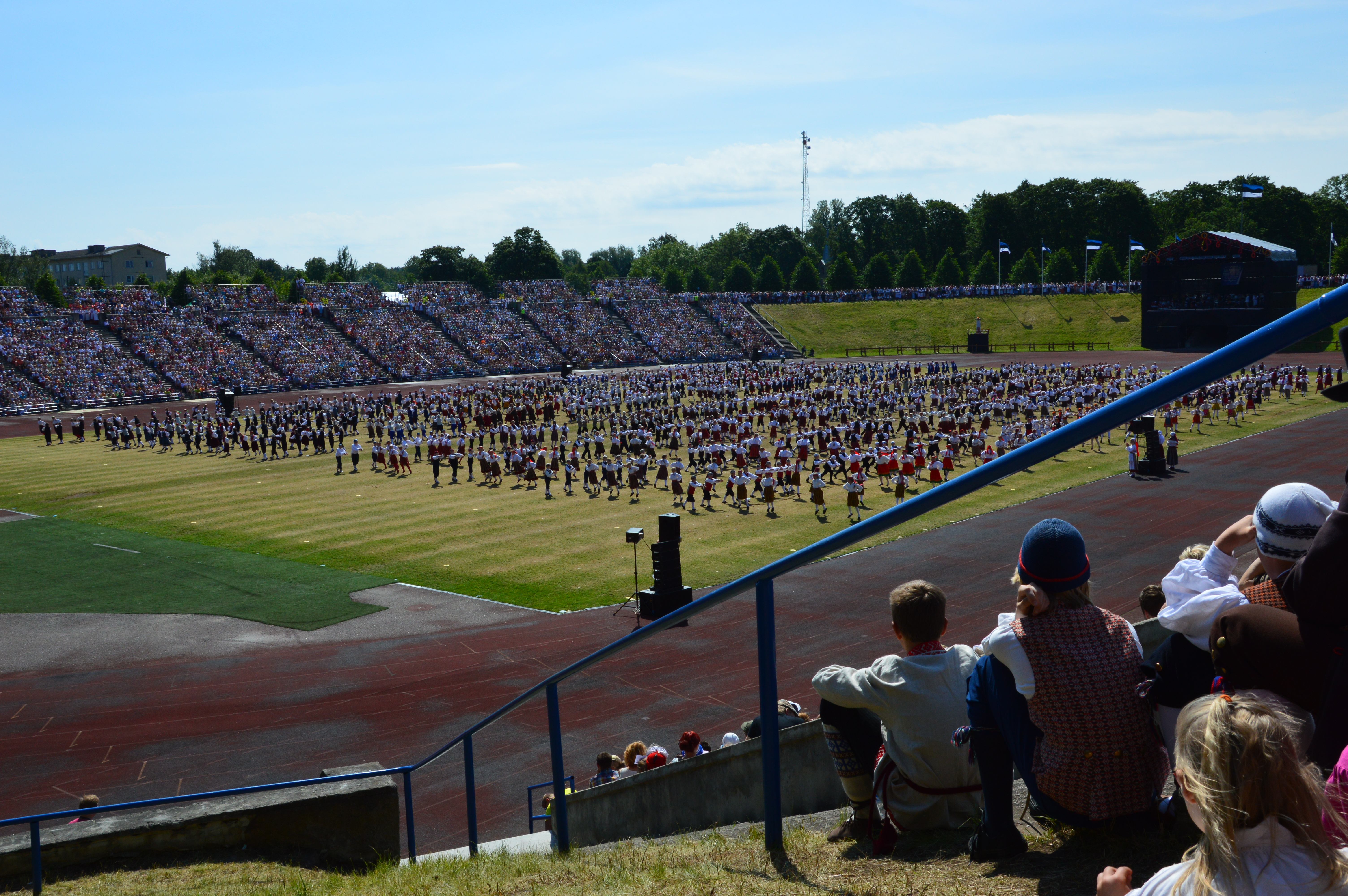
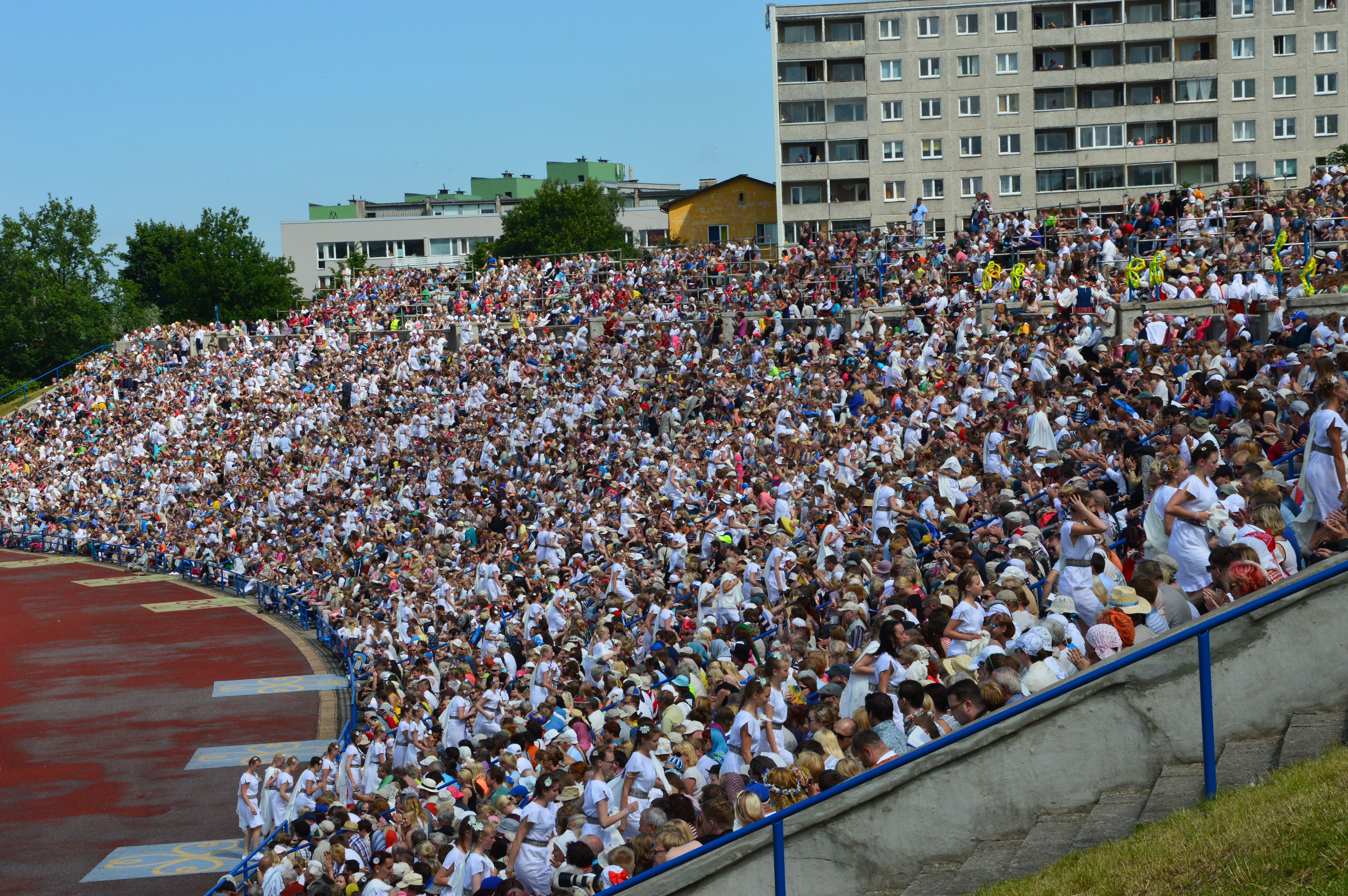
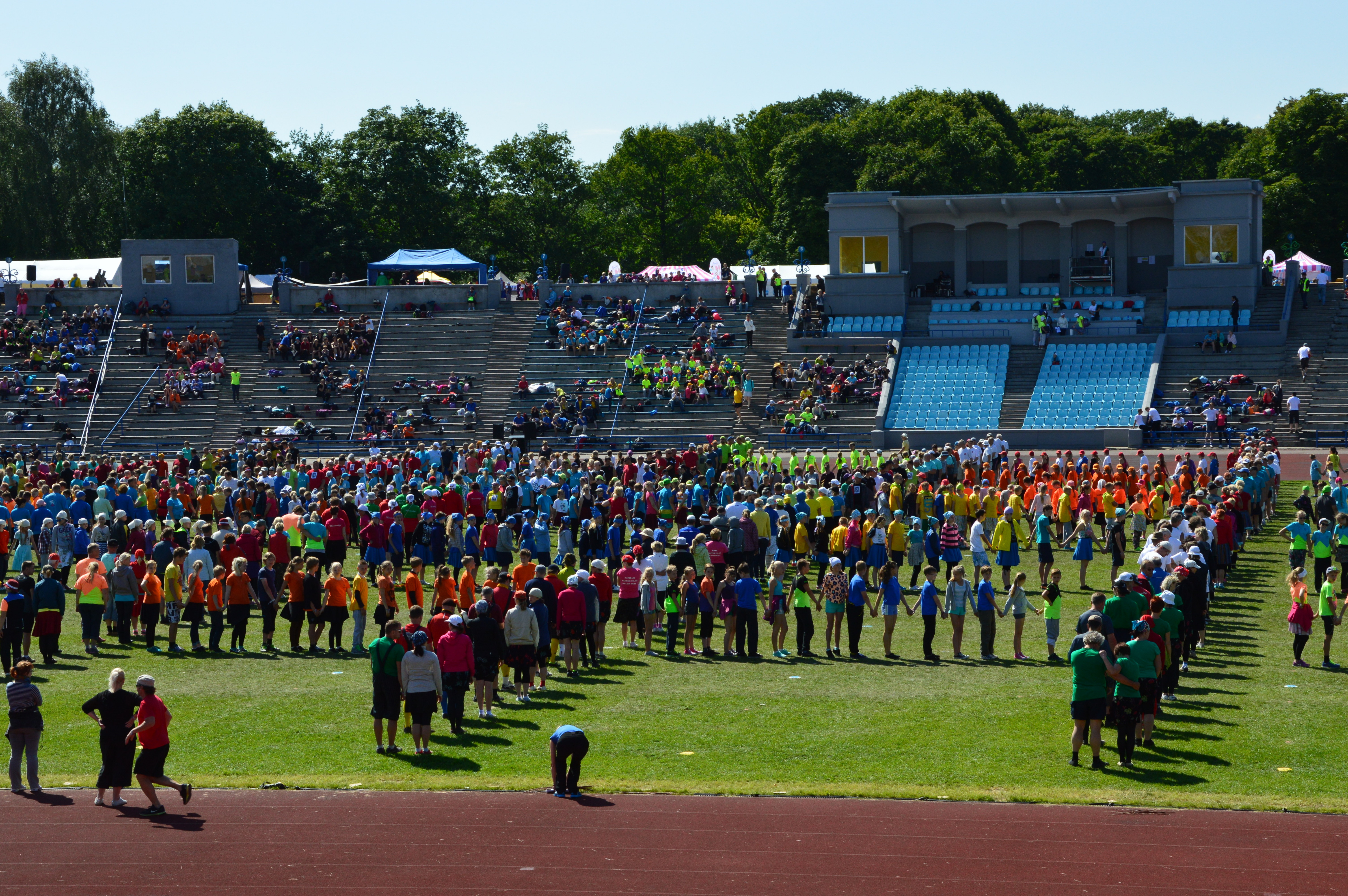